# Fryderyk Jagiellończyk

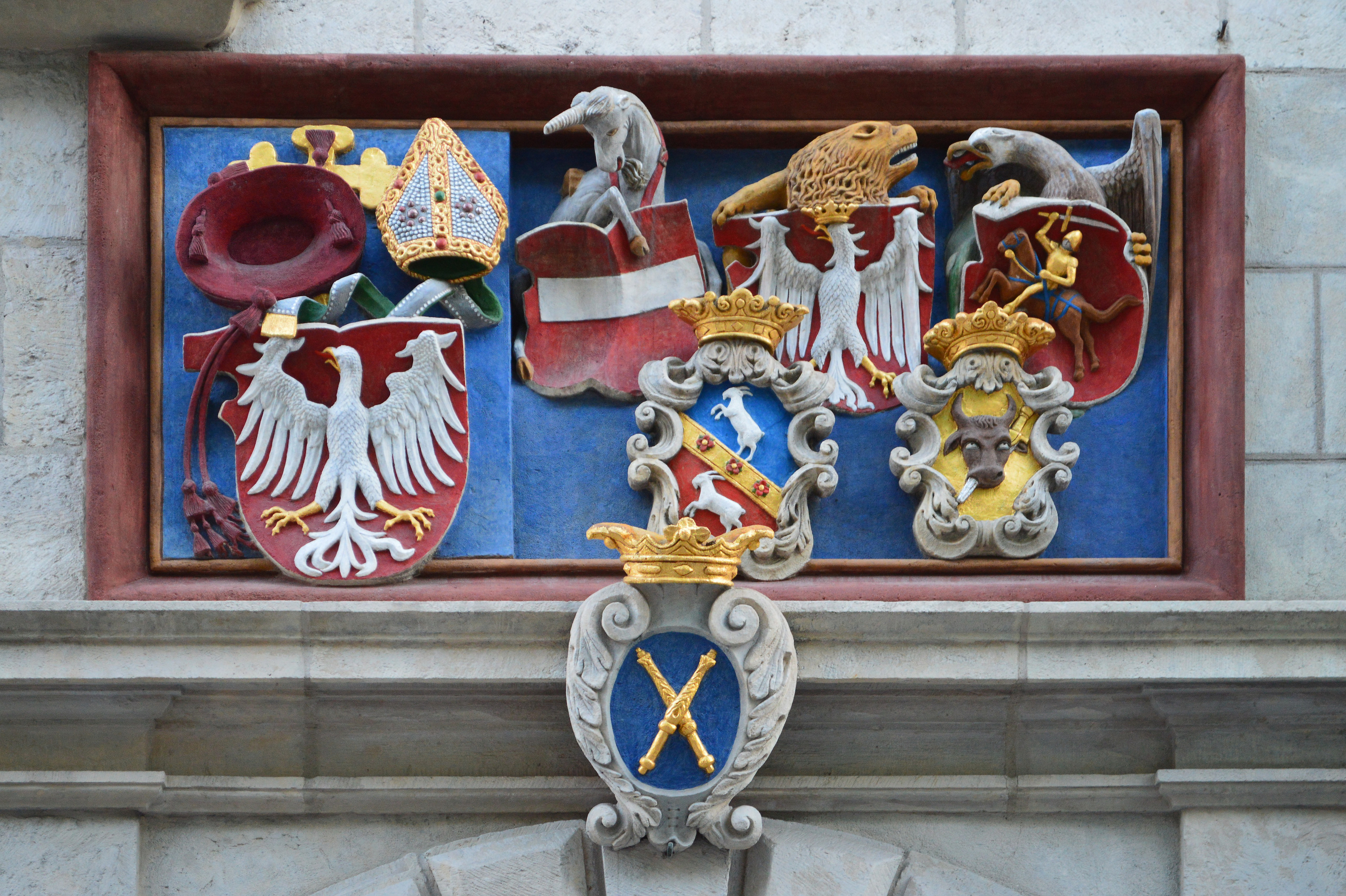
Fryz heraldyczny na budynku Collegium Maius, pierwszy z lewej herb biskupa krakowskiego, kanclerza Akademii Krakowskiej kardynała Fryderyka Jagiellończyka (z kapeluszem kardynalskim)

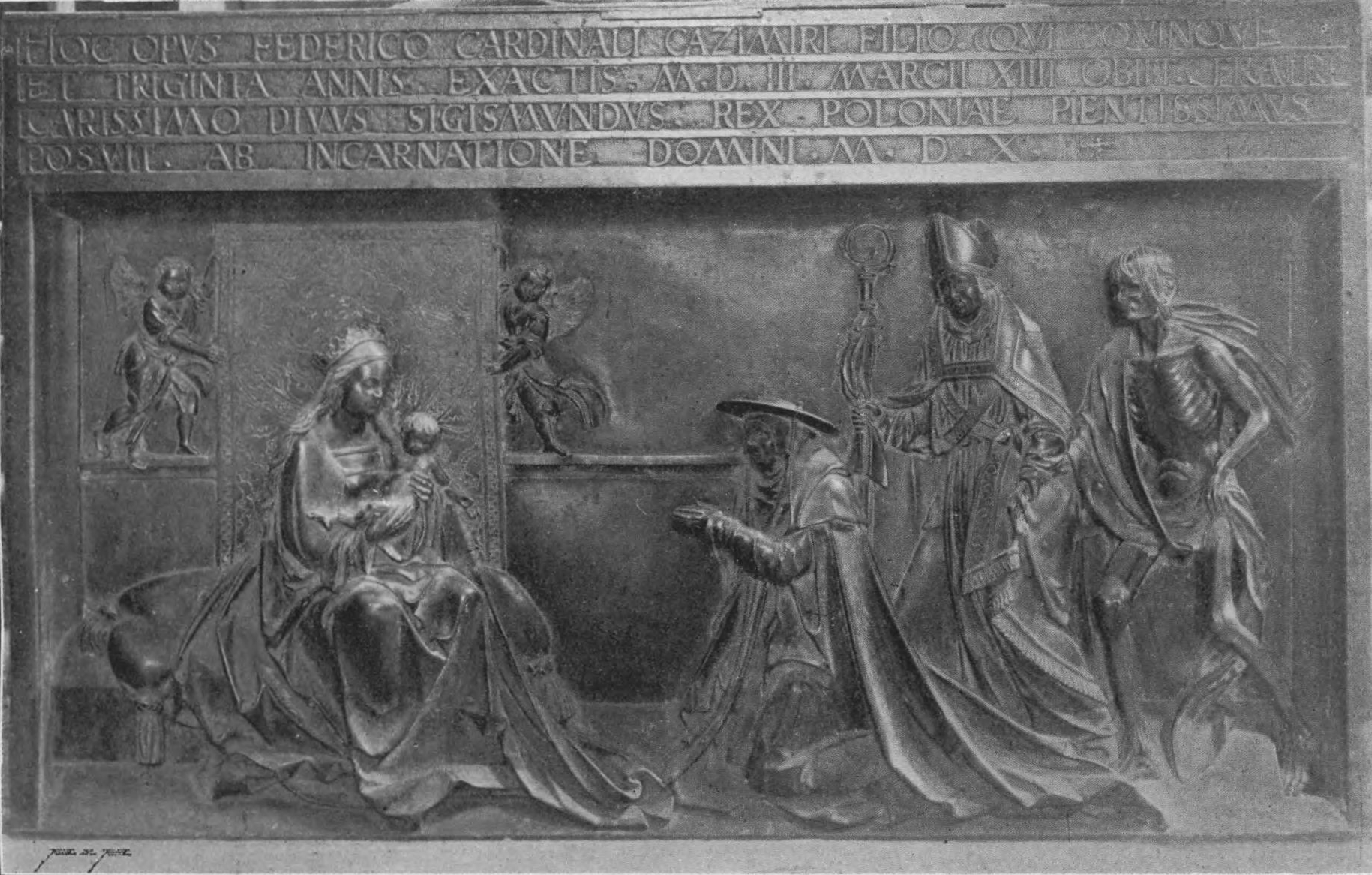
Nagrobek Fryderyka Jagiellończyka w katedrze wawelskiej

Fryderyk Jagiellończyk (ur. 27 kwietnia 1468 w Krakowie, zm. 14 marca 1503 tamże) – królewicz polski i książę litewski, kardynał, arcybiskup gnieźnieński i prymas Polski, biskup krakowski.

## Życiorys
Był szóstym synem i dziewiątym dzieckiem Kazimierza Jagiellończyka, króla Polski i wielkiego księcia litewskiego, i jego żony Elżbiety Rakuszanki.
Imię otrzymał po cesarzu Fryderyku III. Ojcem chrzestnym Fryderyka Jagiellończyka był Protazy, biskup ołomuniecki.
13 kwietnia 1488, po śmierci biskupa Jana Rzeszowskiego, został wybrany przez kapitułę krakowską biskupem krakowskim. Przyjął wówczas cztery niższe święcenia duchowne; 2 maja 1488 wybór został potwierdzony przez papieża. Ojciec dążył do zapewnienia mu także biskupstwa warmińskiego, jednak kapituła warmińska ubiegła króla, wybierając w 1489 Łukasza Watzenrodego.
Działał na rzecz objęcia tronu polskiego przez brata, Jana Olbrachta w 1492.
Po śmierci Zbigniewa Oleśnickiego został mianowany 2 października 1493 arcybiskupem gnieźnieńskim (jednocześnie prymasem Polski); od tej chwili łączył w jednym ręku dwa tradycyjnie najważniejsze biskupstwa w Polsce. Jego pozycję w Kościele polskim wzmocniła jeszcze nominacja kardynalska; papież Aleksander VI kreował go 20 września 1493 kardynałem prezbiterem kościoła tytularnego Sanctae Luciae in septem soliis (lub) viis. Po nominacji na gnieźnieńską stolicę arcybiskupią przyjął sakrę biskupią.
Był świadkiem wydania przywileju piotrkowskiego w 1496 roku. 6 maja 1499 roku podpisał w Krakowie akt odnawiający unię polsko-litewską. Podpisał dekret elekcyjny Aleksandra Jagiellończyka na króla Polski 3 października 1501 roku. Był sygnatariuszem unii piotrkowsko-mielnickiej 1501 roku.
Kierował się w swoich działaniach dobrem dynastii Jagiellonów, ale dbał również o sprawy kościelne. Rozwijał w obu swoich diecezjach kult świętych, troszczył się o życie liturgiczne oraz należyty poziom życia duchowieństwa; przeprowadzał synody diecezjalne i prowincjonalne.
Przyczyną jego przedwczesnej śmierci był syfilis.

## Wywód rodowodowy
| Władysław II Jagiełło ur. ok. 1351 zm. 1 VI 1434 | Władysław II Jagiełło ur. ok. 1351 zm. 1 VI 1434 |                                                         |                                                         | Zofia Holszańska ur. ok. 1405 zm. 21 IX 1461 | Zofia Holszańska ur. ok. 1405 zm. 21 IX 1461 |  |  | Albrecht II Habsburg ur. 16 VIII 1397 zm. 27 X 1439 | Albrecht II Habsburg ur. 16 VIII 1397 zm. 27 X 1439 |                                               |                                               | Elżbieta Luksemburska 1) ur. 1409 zm. 1442 | Elżbieta Luksemburska 1) ur. 1409 zm. 1442 |
|                                                  |                                                  |                                                         |                                                         |                                              |                                              |  |  |                                                     |                                                     |                                               |                                               |                                            |                                            |
|                                                  |                                                  |                                                         |                                                         |                                              |                                              |  |  |                                                     |                                                     |                                               |                                               |                                            |                                            |
|                                                  |                                                  | Kazimierz IV Jagiellończyk ur. 30 XI 1427 zm. 7 VI 1492 | Kazimierz IV Jagiellończyk ur. 30 XI 1427 zm. 7 VI 1492 |                                              |                                              |  |  |                                                     |                                                     | Elżbieta Rakuszanka ur. 1436 zm. 30 VIII 1505 | Elżbieta Rakuszanka ur. 1436 zm. 30 VIII 1505 |                                            |                                            |
|                                                  |                                                  |                                                         |                                                         |                                              |                                              |  |  |                                                     |                                                     |                                               |                                               |                                            |                                            |
|                                                  |                                                  |                                                         |                                                         |                                              |                                              |  |  |                                                     |                                                     |                                               |                                               |                                            |                                            |
|                                                  |                                                  |                                                         |                                                         |                                              |                                              |  |  |                                                     |                                                     |                                               |                                               |                                            |                                            |

|  |  |  |  | Fryderyk Jagiellończyk ur. 27 IV 1468 zm. 14 III 1503 |  |  |  |  |  |
|  |  |  |  |                                                       |  |  |  |  |  |
|  |  |  |  |                                                       |  |  |  |  |  |

| 1. córka Zygmunta Luksemburskiego |